# سیارک ۱۲۲۶
سیارک ۱۲۲۶ (به انگلیسی: 1226 Golia، نامگذاری:1930HL) هزار و دویست و بیست و ششمین سیارک کشف شده‌است که در ۲۲ آوریل ۱۹۳۰ کشف شد.
قدر مطلق سیارک برابر ۱۱٫۱۰ است.